# Gaurax fuscinervis
Gaurax fuscinervis är en tvåvingeart som beskrevs av Frey 1923. Gaurax fuscinervis ingår i släktet Gaurax och familjen fritflugor. Inga underarter finns listade i Catalogue of Life.